# Американска земеровкова къртица
Американската земеровкова къртица (Neurotrichus gibbsii) е вид бозайник от семейство Къртицови (Talpidae).

## Разпространение и местообитание
Разпространен е в Канада и САЩ.